# Neoascarophis
 Neoascarophis  ist eine Gattung der Spulwürmer (Ascaridida) mit drei Arten, die als Parasiten bei Knochenfischen auftreten. Sie wird meist den Cystidicolidae zugeordnet, Hodda (2022) ordnet sie jedoch in die Ascarididae ein. In der Erstbeschreibung ordnete Machida sie zu den Rhabdochonidae, Spencer Jones und Gibson (1987) in die Thelazioidea. Die Zuordnung zu den Cystidicolidae stammt von Moravec (2007).

## Merkmale
Die Kutikula ist quergesteift. Die Mundöffnung ist vertikal verlängert und von drei Lippenpaaren umgeben. Die Seitenlippen haben einen deutlich hervorstehenden mittleren Fortsatz, die submedianen Lippen sind dreieckig. Am Kopf liegen vier submediane Papillen und zwei seitlliche Amphiden. Die Mundkpasel ist kurz, der Ösophagus in eine kurze muskulöse und einen lange hintere Drüsenregion untergliedert. Die Halspapillen liegen auf Höhe des Nervenrings. Das Hinterende der Männchen ist spiralig gewunden, die Kaudalflügel schmal. Vor ihnen liegt die Area rugosa mit Längsleisten. Die Kaudalpapillen sind gestielt, vier Paare liegen vor der Kloake, fünf dahinter. Die Spicula sind ungleich, ein Gubernaculum fehlt. Der Schwanz hat eine stumpfe Spitze. Die Vulva  der Weibchen liegt nahe der Körpermitte. Die beiden Uteri liegen sich gegenüber. Die Eier haben kein Polfilament.

## Systematik
Zur Gattung gehören folgende Arten:
- Neoascarophis bathygadi Machida, 1976
- Neoascarophis macrouri Moravec, Klimpel & Kara, 2006
- Neoascarophis yarihige Machida, 1976